# Tall Zira'a
Koordinaten: 32° 37′ 15″ N, 35° 39′ 22″ O

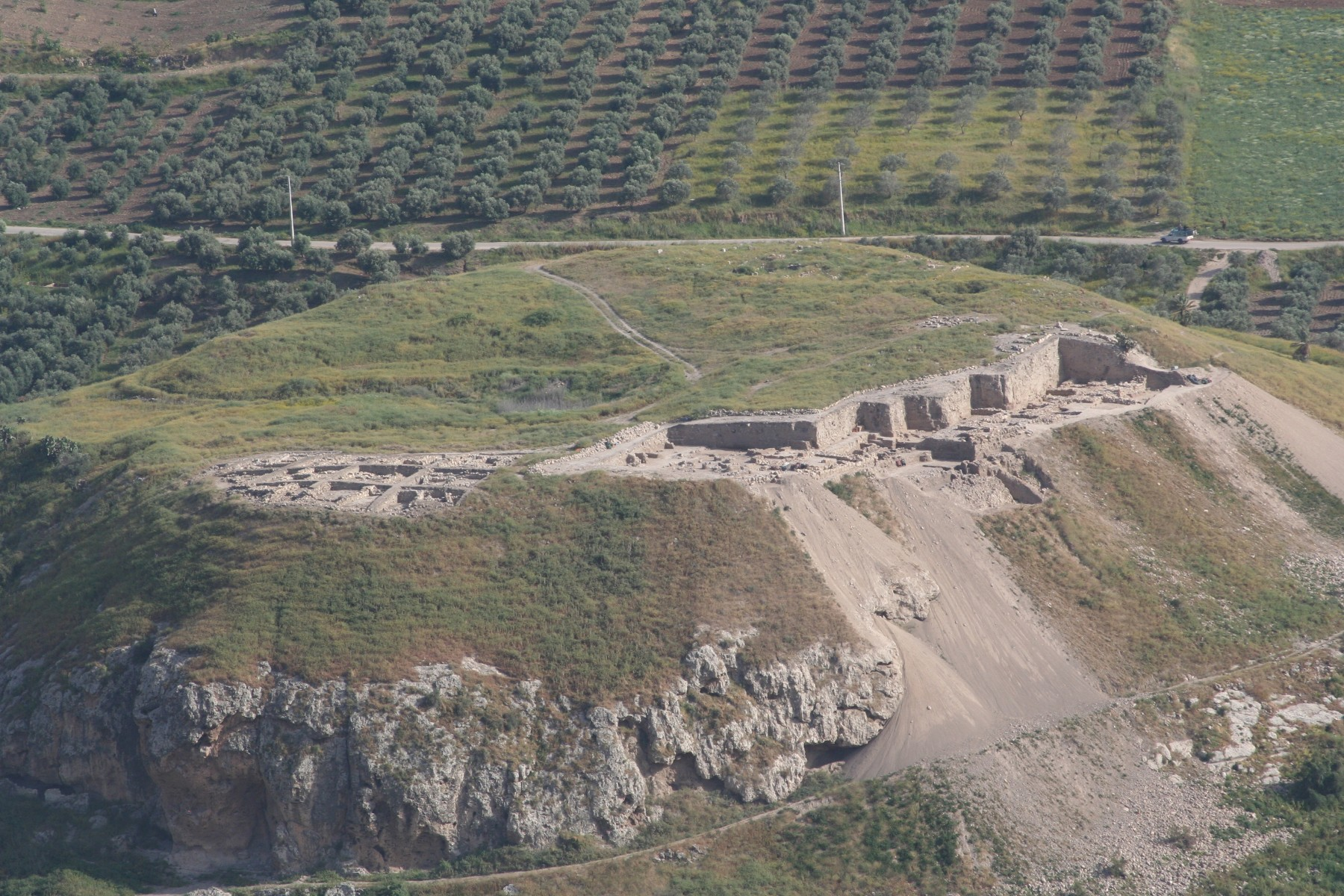
Der Tall Zirāʿa im Frühjahr 2010

Der Tall Zirāʿa (تل زرعة / Tall Zarʿa; Tell Zerāʿa im jordanisch-arabischen Dialekt; deutsch etwa „Hügel der Landwirtschaft“) ist eine bedeutende historische Siedlungsstätte im Norden Jordaniens am Dreiländereck zu Syrien und Israel. Seit über 5000 Jahren war der Hügel immer wieder besiedelt; dabei haben sich Kulturschichten von bis zu 16 Metern Höhe aufgebaut. Seit 2001 wird im Rahmen des Gadara Region Project die Geschichte des Tall und der Region archäologisch erforscht.

## Topografie

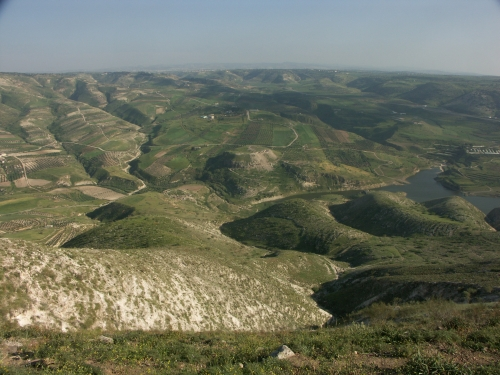
Das Wadi el-ʿArab mit dem Tall Zirāʿa 2007

Der Tall Zirāʿa liegt im Norden Jordaniens etwa 20 km nordwestlich der Großstadt Irbid und 10 km südöstlich vom See Genezareth. Der Siedlungshügel hatte in der Bronze- und Eisenzeit eine wirtschaftlich günstige Lage im Wadi el-ʿArab, das sich von den Höhen des Ostjordanlands zum Jordan hinzieht. Als Teil einer alten Handelsroute von Ägypten bis nach Mesopotamien ermöglichte es mit seinem bequemen Anstieg die Überwindung des Höhenunterschieds von 290 Metern unter Seeniveau im Jordantal bis 550 Meter über den Meeresspiegel im Ostjordanischen Hochland. Die Region war vom Paläolithikum bis zur islamischen Zeit besiedelt. Mehr als hundert Fundstätten (Kanäle, Wassermühlen, Zisternen, Ölpressen, Weinkelter, Wachttürme, Grabanlagen und Siedlungen) legen davon Zeugnis ab.
Der Tall ist ein fast kreisrunder Siedlungshügel mit einem Durchmesser von zirka 240 Metern an seiner Basis und etwa 160 Metern auf seinem Plateau. Seine Oberfläche liegt 17 Meter unter dem Meeresspiegel. Er erhebt sich (je nach Himmelsrichtung 22 bis 45 Meter) über die ihn umgebende Landschaft und beherrscht das gesamte zerklüftete Tal des Wadi el-ʿArab an der Einmündung des benachbarten Wadi ez-Zaḥar. Im Zentrum des Hügels befindet sich eine artesische Quelle. Damit war früh und auf Dauer eine besonders gute Voraussetzung für eine Ansiedlung gegeben.

## Name
In jüngster Vergangenheit wurde der Tall Zirāʿa nur noch landwirtschaftlich genutzt, wovon er seinen Namen erhielt: zaraʿa heißt säen, anbauen, pflanzen, Tall Zirāʿa also Hügel des Ackerbaues, der Landwirtschaft. Seit Beginn der Ausgrabungen ist der Getreideanbau auf dem Plateau eingestellt. Im Frühjahr wird es noch von Schaf- und Ziegenherden der Beduinenfamilien, die am Fuß des Talls traditionell in ihren Zelten leben, beweidet.
Während des Neuen Reiches war die Region (Kanaan) unter ägyptischer Herrschaft. Deshalb wurden Hinweise zum Namen der spätbronzezeitlichen Stadt auf dem Tall in ägyptischen Inschriften untersucht. Einen szenischen Bericht mit Ortsnamen ließ Pharao Sethos I. (1290–1279 v. Chr.) im Tempel in Karnak über seine Feldzüge in Palästina anbringen, bei denen er unter anderem Bet Sche’an eroberte, das 20 km südwestlich vom Tall Zirāʿa auf der rechten Seite des Jordans liegt. Eine weitere Quelle mit Ortsnamen der Region ist eine in Bet Sche’an entdeckte Stele. In diesem Zusammenhang wird eine Stadt qa-dú-rù genannt, was im Klang „Gadara“ entspricht. Bei Ausgrabungen in der gut vier Kilometer nördlich des Tall gelegenen hellenistischen Gründung Gadara wurde keine bronzezeitliche Vorgängersiedlung festgestellt. Einige Forscher vermuten daher, dass qa-dú-rù in der Bronzezeit die befestigte Stadt auf dem Tall Zirāʿa bezeichnete und der Name sich in der Region gehalten hat.

## Forschungsgeschichte
1885 erkundete der Ingenieur Gottlieb Schumacher das Ostjordanland und erkannte dabei die archäologische Bedeutung des Wadi el-ʿArab. Er beschreibt das Tal als sehr wasserreich und berichtet von mehreren Ruinen wasserbetriebener Mühlen. In dieser Zeit war die Region nur schwach besiedelt und das Wadi, wie ihm Beduinen berichteten, zu „einem beliebten Zufluchtsort für allerlei Flüchtlinge und verbrecherisches Gesindel“ verkommen. Von Schumacher stammt die erste Mitteilung über den Tall Zirāʿa, seine Lage und die Quelle in seinem Zentrum. Er schildert auch Mauerzüge und Reste einer Befestigung auf dem Plateau.
Nelson Glueck kam 1942 durch das Wadi el-ʿArab. Er nennt den “singularly imposing and completely isolated hill of Tell Zera'ah ...” (deutsch: „einzigartig imposanten und völlig allein stehenden Hügel von Tell Zerāʿa“) und erwähnt die Quelle auf dem Plateau als “result of a natural siphon phenomenon leading the underground flow of the water from the higher level of the hills beyond down to below the bottom and, as through a pipe piercing its center, up to the top of Tell Zera'ah.” (deutsch: „Ergebnis eines natürlichen Siphon-Phänomens, das den Grundwasserstrom vom höheren Niveau der umliegenden Hügel hinunter unter die Basis und wie durch eine Röhre, die sein Zentrum durchbohrt, auf die Oberfläche des Tell Zerāʿa führt.“)
Im Zuge der Staatsgründung Israels und des Sechstagekrieges im Jahr 1967 wurden Teile des Tales zum militärischen Sperrgebiet. Erst 1994 nach dem zwischen Jordanien und Israel geschlossenen Friedensvertrag wurde es wieder allgemein zugänglich. Seit 2001 findet die Erforschung des Tall Zirāʿa im Rahmen des Gadara Region Project statt, das auf einen Zeitraum von etwa 20 Jahren angelegt ist.
Erste archäologische Grabungen auf dem Tall Zirāʿa führte ein niederländisches Team unter der Leitung von Karel Vriezen in den Jahren 2001 und 2002 durch. Dabei wurde an der westlichen Hügelkante ein Testschnitt von sechs mal sieben Metern geöffnet. An der Oberfläche konnten Mauern aus dem islamischen Mittelalter freigelegt werden, dann ein römisch-byzantinisches Stratum mit zwei Brotbacköfen und darunter eine Eisenzeit-Schicht, in der mehrere Bauphasen festgestellt wurden. In der räumlich engen Sondage fanden sich zahlreiche Abfallgruben, die jeweils von jüngeren Straten in ältere hinabreichten und die Beurteilung der Stratigrafie erschwerten.
Bei einem ausführlichen Survey wurde 2001 die gesamte Oberfläche des Talls in 127 Quadrate von 20 Metern Kantenlänge aufgeteilt, die einzeln gründlich nach Keramikscherben und anderen Oberflächenfunden abgesucht wurden. Alle Scherben wurden zeitlich bestimmt. Die Zuordnung der Scherbenmengen aus den verschiedenen Epochen zum Quadratraster ergab an bestimmten Stellen deutliche Häufungen für die Keramik einer Epoche. Damit konnten Voraussagen über die zu erwartenden Architekturreste gemacht werden. Auch die geophysikalische Prospektion brachte über Widerstandsmessungen im Boden Aussagen über Strukturen in der Erde. Beides wurde für die Planung der Ausgrabungen herangezogen.
Im Herbst 2003 begann das Biblisch-Archäologische Institut Wuppertal (BAI) mit seiner ersten Ausgrabungskampagne. Die dabei erzielten umfangreichen Ergebnisse bewogen das BAI und das Deutsche Evangelische Institut für Altertumswissenschaft des Heiligen Landes (DEIAHL) in Amman, im Jahr 2004 eine Kooperation einzugehen, um das Projekt in den folgenden Jahren gemeinsam in größerem Stil fortzusetzen. Dieser Arbeit schloss sich 2006 auch das DEIAHL in Jerusalem an. Das Projekt steht seit 2004 unter der gemeinsamen Leitung von Dieter Vieweger und Jutta Häser. Jeweils im Frühjahr und im Sommer fanden mehrwöchige Ausgrabungskampagnen statt.
Von 2009 bis 2013 erforschte ein Umweltsurvey das Wadi el-ʿArab und das Wadi ez-Zaḥar.
Die Ausgrabungen wurden zunächst im Herbst 2011 zu einem vorläufigen Ende gebracht, um eine umfassende Publikation der bisherigen Ergebnisse zu ermöglichen. Seither publizierte das Ausgrabungsteam seine Erkenntnisse, viele zunächst in Form von Promotionsschriften. Von den acht geplanten Bänden der Endpublikation der Ausgrabung und des Surveys ist 2017 der erste online erschienen.

## Archäologische Bedeutung
Die Geschichte Nordjordaniens von der frühen Bronzezeit bis in die islamische Neuzeit – und damit ein Zeitraum von mehr als fünf Jahrtausenden (3200 v. Chr.–1900 n. Chr.) – kann am Tall Zirāʿa erstmals an einem einzigen Siedlungsplatz untersucht werden. Der Siedlungshügel liefert sowohl einen Einblick in die frühbronzezeitliche Stadtkultur wie auch in die Periode der Re-Urbanisierung nach dem Niedergang städtischer Lebensweise gegen Ende der Frühbronzezeit (um 2150 v. Chr.). Die städtische Kultur der mittleren (2150–1550 v. Chr.) und späten (1550–1200 v. Chr.) Bronzezeit ist hier – wie der Stufenschnitt am Westhang (Areal I) zeigt – im nordjordanischen Bereich zum ersten Mal durchgängig greifbar. Nach biblischen und außerbiblischen Mitteilungen wird diese Zeit meist als „kanaanäische Epoche“ bezeichnet.
Zeitlich folgend ist am Tall Zirāʿa der tief greifende Einschnitt nachzuvollziehen, der mit dem durch die Seevölker in Palästina ausgelösten Zerfall des spätbronzezeitlichen Stadtstaatensystems entstand. Der Neubeginn nach diesem Umbruch veränderte während der Eisenzeit I und II die Art der Siedlung auf dem Tall Zirāʿa. Während in der Eisenzeit I (1200–1000 v. Chr.) eine nur lockere Bebauung auf eine kleine Ansiedlung schließen lässt, entstand in der Eisenzeit II (1000–520 v. Chr.) wieder eine ummauerte Stadt.
Im Anschluss an die Zerstörung dieser Stadt scheint es nach den bisherigen Grabungsergebnissen eine Siedlungspause gegeben zu haben, ehe die Römer wieder eine geschlossene Siedlung aufbauten. Später, in der byzantinischen Zeit, war nicht die gesamte Oberfläche des Talls besiedelt; in der islamischen Zeit dürften es nach den Oberflächenbefunden – vor allem im Bereich der Quelle – noch einzelne Gebäude gewesen sein.
Grundsätzlich interessiert bei der archäologischen Erforschung des Talls, wie die Bewohner im Verlaufe der Jahrtausende mit recht unterschiedlichen klimatischen Bedingungen ihre Überlebensstrategien an die naturgegebenen Voraussetzungen des Talls anpassten bzw. wie sie auf die Veränderungen ihrer Ressourcen reagierten. Hierzu gehört eine Untersuchung der technischen Möglichkeiten der Bewohner des Talls durch die 5000 Jahre seiner Besiedlung, insbesondere im Bereich der Herstellung von Keramik, Glas, Fayence und Quarzfritte sowie der Metallverarbeitung. Außerdem werden die landwirtschaftlichen Voraussetzungen, Flora und Fauna sowie die Geologie (Wasser, Gesteinsformationen und Bodenarten) des Wadisystems erforscht.

## Ausgrabungen seit 2003

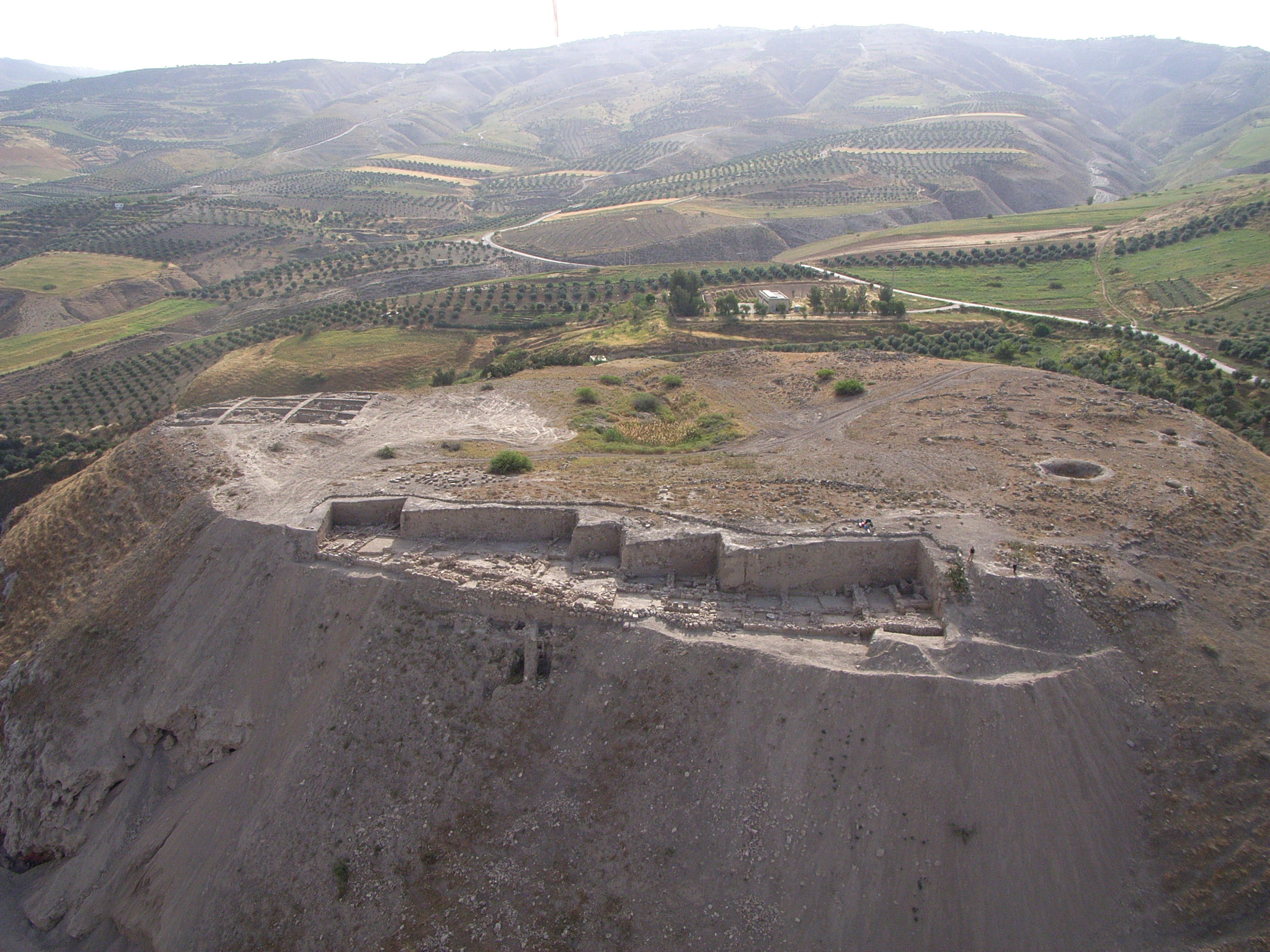
Areal I im Frühjahr 2008

Zunächst wurde 2003 im Nordwesten des Tall Zirāʿa das Ausgrabungsareal I angelegt. Die Voruntersuchungen hatten hier besonders gute Bedingungen für die Freilegung einer langen stratigraphischen Abfolge und die Aussicht auf bedeutende Architekturreste festgestellt. Auch die topografischen Voraussetzungen schienen an dieser Stelle besonders geeignet. An diesem Platz war der natürliche Schutz der Bewohner nicht so groß wie an den anderen Flanken des Talls. Lediglich 22 bis 25 m Höhenunterschied verbleiben in diesem Bereich bis zum Fuß des Hügels. Aus diesem Grund war damit zu rechnen, dass die ehemaligen Bewohner hier eine Siedlungsbefestigung angelegt hatten. Dies ließ auch die geophysikalische Prospektion annehmen. Außerdem war zu vermuten, dass sich an dieser Stelle ein Zugang zu den Unterstädten befand, die westlich und nördlich am Fuß des Hügels lagen. Ein weiterer Aspekt, der auf eine dichte Wohnbebauung hoffen lassen konnte, waren die klimatischen Verhältnisse. Auf dieser Seite des Siedlungshügels treffen ab der Mittagszeit bis in den Abend hinein die thermisch bedingten, vom Mittelmeer kommenden, auflandigen Winde auf den Tall und schaffen ein besonders angenehmes Wohnklima.

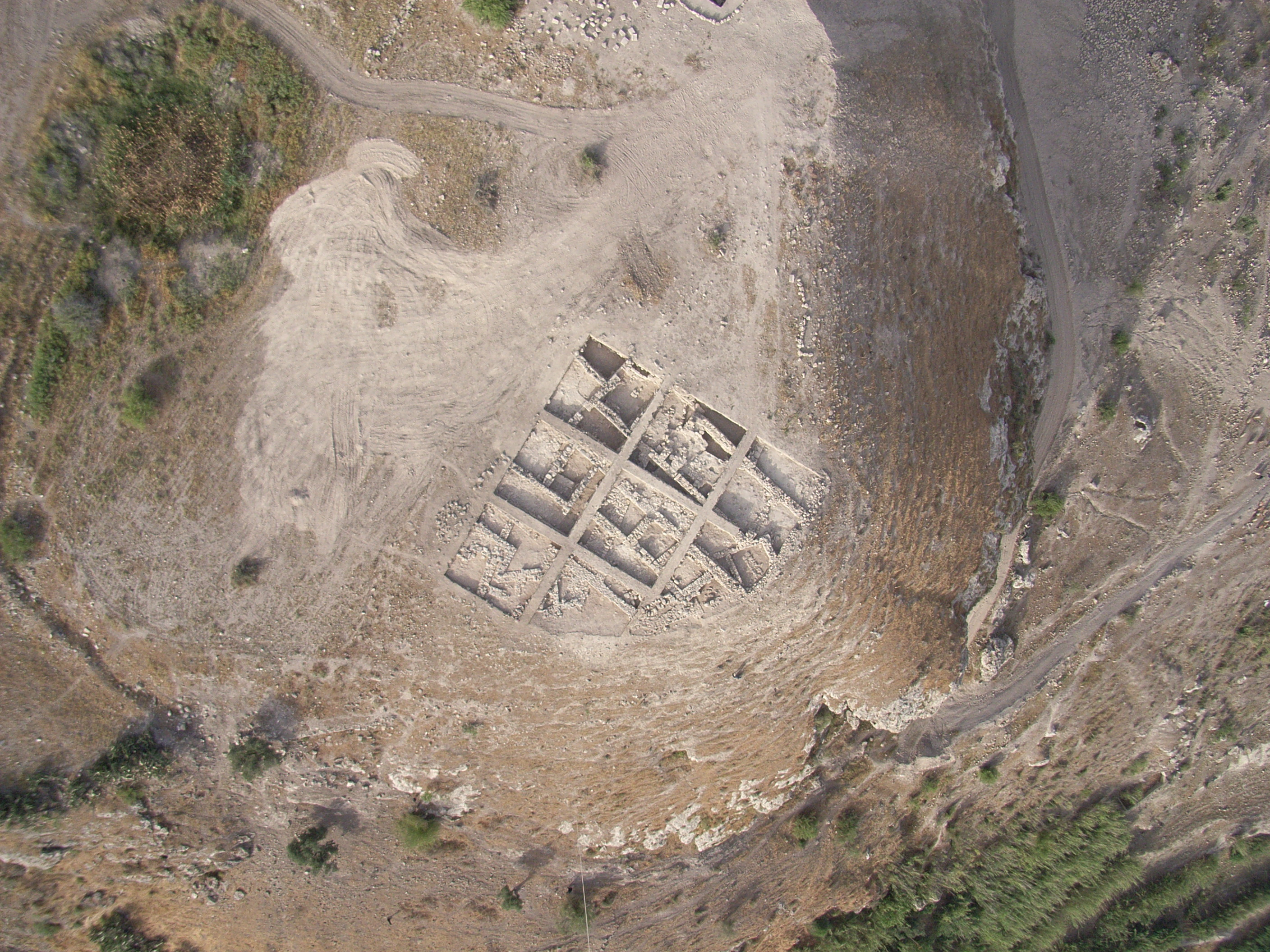
Areal II im Frühjahr 2008 (825 m²)

Bis zum Sommer 2010 wurden im Areal I bereits 1750 m² Ausgrabungsfläche in Stufen bis zu einer maximalen Tiefe von 11 Metern abgetragen. Die archäologische Erkundung ist damit bis in die Mittlere Bronzezeit vorgedrungen. Da die Ausgrabung am Hang liegt, konnten in den hangseitigen Außenbereichen bereits ältere Architekturreste, die bis in die Frühbronzezeit (ab 3200 v. Chr.) reichen, erfasst werden.
Während der Frühjahrskampagne 2006 wurde im Norden des Tall Zirāʿa das Ausgrabungsareal II angelegt. Dort wurde bis zum Frühjahr 2010 eine Fläche von 1500 m² geöffnet. Es handelt sich um eine der höchstgelegenen Flächen auf dem Plateau des Talls, die außerdem im Norden durch einen 44 Meter hohen Steilabfall geschützt wird. Aufgrund dieser prominenten Lage werden hier Repräsentationsbauten erwartet.
Im Sommer 2008 wurde im Süden des Tallplateaus das Ausgrabungsareal III auf einer Fläche von 600 m² geöffnet. Dabei wurde eine bereits zugängliche Zisterne von 12 m Länge, 6 m Breite und 5,75 m lichter Höhe einbezogen und es zeigte sich, dass sie im Hof eines byzantinischen Baukomplexes liegt. Ein teilweise intakter Mosaikfußboden und mehrere an den Hof angrenzende Räume wurden freigelegt. Das Gebäude war in der Folgezeit mindestens dreimal überbaut worden. Besondere Architekturbefunde sind die byzantinische Torkonstruktion, ein Wassersammler im Hofbereich und eine Ölmühle.

## Ergebnisse nach Epochen
Die gesamte Stratigrafie des Talls wird im Areal I erforscht. Von den etwa 16 Metern Kulturschicht wurden dort bereits bis zu elf Meter auf einer Fläche von 1750 m2 erkundet. Nahe der Oberfläche zeigten sich Reste omayyadischer Bebauung (Stratum 1), darunter die klassischen Epochen (Strata 2–3). Es folgen zwei Phasen der Eisenzeit II (Stratum 4a/b) und eine der Eisenzeit I (Stratum 5). Die Bronzezeit ist durch mehrere mittel- bis spätbronzezeitliche Strata (6–13) sowie mindestens eine frühbronzezeitliche Phase (Stratum 14) repräsentiert.

### Frühe und Mittlere Bronzezeit
Das Stratum 14 ist bisher nur am Hang des Talls erschlossen. Dort wurde eine Glacisförmige, frühbronzezeitliche Befestigung auf einer Höhe von 4,85 Metern ausgegraben. Die massive Steinmauer wird durch einen senkrechten Wasserentsorgungsschacht der Mittel- oder Spätbronzezeit durchschlagen, der nach 5 Metern Fallhöhe nach außen zum Hang abknickt und als gemauerter Tunnel endet.
Im Stufenschnitt des Areals I wurden 3 mittelbronzezeitliche Strata (11–13) freigelegt. Zwei davon zeigten Reste von Wohnarchitektur, die hangseitig stark erodiert war, so dass keine Außenmauern festgestellt werden konnten.

### Spätbronzezeit (1550–1200 v. Chr.)
Der spätbronzezeitlichen, kanaanäischen Epoche werden auf dem Tall die Strata 6 bis 10 zugeordnet. Das jüngste spätbronzezeitliche Stratum (6) konnte bereits ausführlich erforscht werden. Es zeigt eine gut gesicherte Siedlung mit einer starken Befestigung. Die ausgedehnten Wohnbauten, ein funktionierendes Abwassersystem sowie der Reichtum an Funden sprechen dafür, dass der Tall in der Spätbronzezeit eine Stadtanlage trug, die als regionales Zentrum diente.

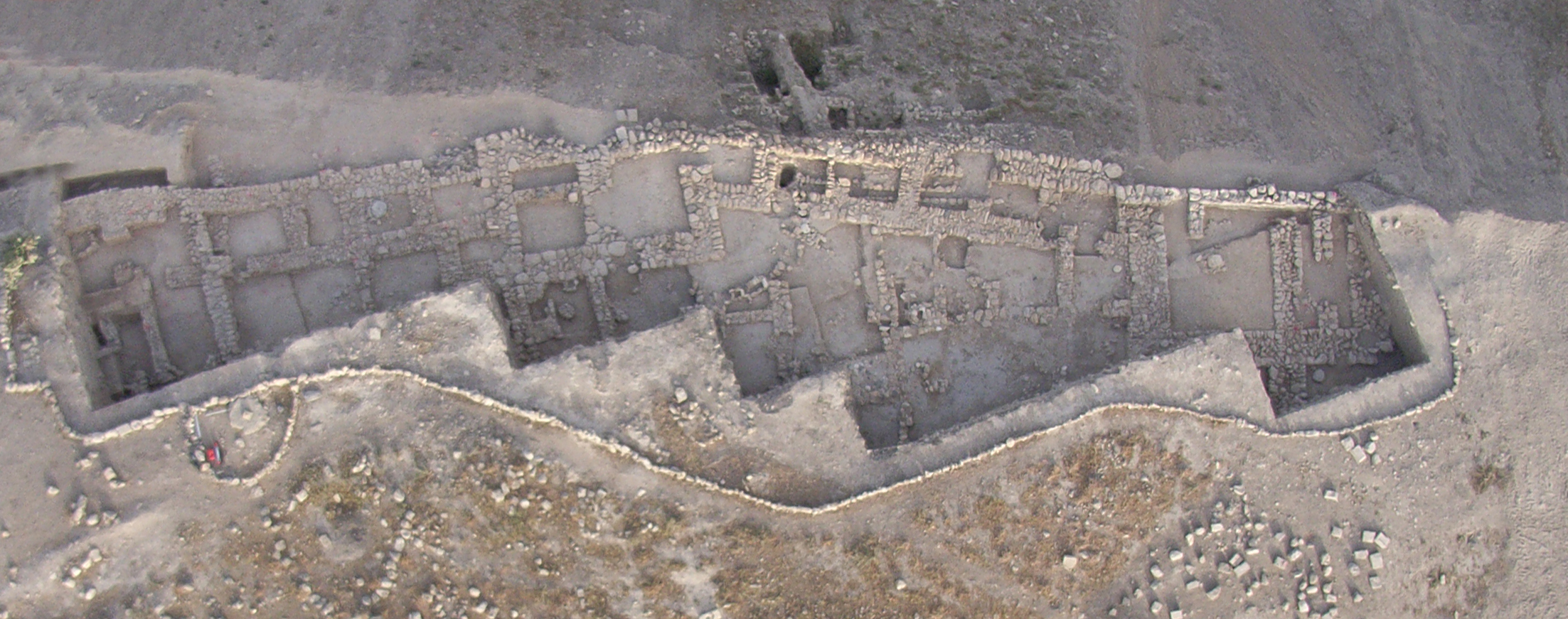
Areal I im Frühjahr 2008 (1100 m²), spätbronzezeitliche Bebauung mit Kasemattenmauer

An der Nordwestflanke war die Stadt durch eine gewaltige Kasemattenmauer geschützt. Sie wurde auf einer Länge von 23 Metern freigelegt und bestand aus einer äußeren, zwei Meter dicken Mauer und einer inneren von etwa anderthalb Metern Dicke. Der zwei Meter breite Zwischenraum war in Abständen von knapp drei Metern mit Quermauern in kleine Räume unterteilt. Diese eigneten sich in Friedenszeiten zum Beispiel zum Lagern von Vorräten. Bei Gefahr eines Angriffs konnten sie mit Erde und Steinen gefüllt werden, wodurch die gesamte Mauer auf fast sechs Meter verstärkt war.
Innerhalb der Kasemattenmauer wurde Hausarchitektur der späten Bronzezeit entdeckt. Deren Grundrisse erstreckten sich – anders als später in der jüngeren Eisenzeit – über beachtliche Flächen. Die Mauerstärken der äußerst solide errichteten Bauten lassen vermuten, dass diese Häuser ursprünglich ein Obergeschoss besaßen. Bisher wurden drei Hofhäuser ausgegraben. Zu einem gehört ein großer Hof, durch den sich drei mit flachen Steinen gedeckte Kanäle zogen. Diese leiteten das Wasser, das sich bei Regen hinter der Stadtmauer sammelte, in eine der Kasematten. Dort wurde es in einem halbkreisförmigen, aus unbehauenen Feldsteinen gemauerten Tosbecken zunächst aufgefangen und floss schließlich in einen tiefen, ebenfalls aus unbehauenen Feldsteinen gemauerten, nicht völlig kreisrunden, senkrechten Fallschacht von etwa 45 cm Durchmesser. Der Fallschacht wurde bisher auf eine Tiefe von ungefähr 2,6 m erforscht, ohne dass die Unterkante erreicht wurde.
Am südlichen Ende der Kasemattenmauer wurden starke Fundamente eines stadtwärts ausgerichteten Turms freigelegt. Er war im Grundriss zweigeteilt: Der nördliche Raum war vollständig gepflastert; die südliche Seite zeigt einen großen Raum, der mehrfache Umbauten aufwies. Eine niedrige Mauer teilt diesen Raum und lässt einen Durchgang frei, der von zwei sorgfältig behauenen Säulenbasen aus Basalt flankiert ist. Der besondere Charakter dieses unterteilten Langraumes erinnert an ein Torheiligtum, das heißt einen Kultraum in der Nähe des Stadttores, wo man beim Betreten oder Verlassen der Stadt Opfergaben niederlegen oder Rauchopfer entzünden konnte. Ein an der Standfläche behauener, nach oben hin spitz zulaufender gewaltiger Kalkstein, der neben den beiden Säulen im umgekippten Zustand aufgefunden wurde, kann im Kontext vergleichbarer Funde aus Palästina als Mazzebe (Kultstein) interpretiert werden. Vor dem Eingang des Heiligtums wurde ein Altar innerhalb eines gepflasterten Temenos gefunden.
Südlich des „Torheiligtums“ wurde ein 2,75 m breiter Tordurchgang festgestellt. Hier befindet sich – wie erwartet – die kürzeste begehbare Verbindung zwischen den Unterstädten im Norden und Westen und der befestigten Stadt. Weiter südlich setzt sich die Kasemattenmauer nicht fort, jedoch bilden die kleinen Räume der Hofhäuser mit einer durchgehenden Außenmauer eine ähnliche Struktur.
Zwei weitere im Norden und Süden des Areals I im Frühjahr 2008 entdeckte Hauskomplexe sind monumental. Aufgrund ihrer Bauweise und der geoelektrischen Prospektion wird erwartet, dass sie eine große Fläche einnehmen und auch in ihrer zu rekonstruierenden Höhe weitaus größer sind als die späteren Gebäude. Das im Norden gelegene Haus, das im Rahmen der Grabungen gründlich untersucht werden kann, enthielt in einem Raum 23 Rollsiegel – außerdem in angrenzenden Räumen fünf weitere Rollsiegel, von denen eines ungraviert blieb und ein weiteres nur halb graviert war.
Die älteren Strata der Spätbronzezeit werden im mittleren Bereich des Areals I erforscht. Nach Abnahme der Kasemattenmauer stießen die Ausgräber auf mindestens zehn Lagen von jeweils 30–45 cm Erde, die immer mit einem Steinpflaster abgedeckt waren. Hangseitig mündeten die Steinpflaster in einer Stützmauer. Die Schichten (Stratum 7) erwiesen sich als Reparaturmaßnahmen nach einem Hangrutsch zu Beginn des 14. Jahrhunderts v. Chr., denn bergseitig kamen zerstörte Hausfundamente in den Strata 8–10 zu Tage, bei denen Außenwände fehlten und Fußböden zerrissen waren. Auch die Strata 12 und 13 der Mittleren Bronzezeit scheinen dabei in Mitleidenschaft gezogen worden zu sein.
Die aufwendige Aufterrassierung durch die zahlreichen Erd-/Stein-Schichten wurde mit Unterbrechungen im Laufe mehrerer Jahre durchgeführt, so dass die Erdlagen sich ausreichend setzen konnten. Darauf weisen kleinere Strukturen – wie ein Brotbackofen – auf den Steinlagen hin. Da die Keramik innerhalb der Schüttschichten zu 75 % aus der Frühbronzezeit stammte, wird angenommen, dass die Erde von den Bewohnern vom Fuß des Talls hinaufgetragen wurde.

### Eisenzeit I (1200–1000 v. Chr.)

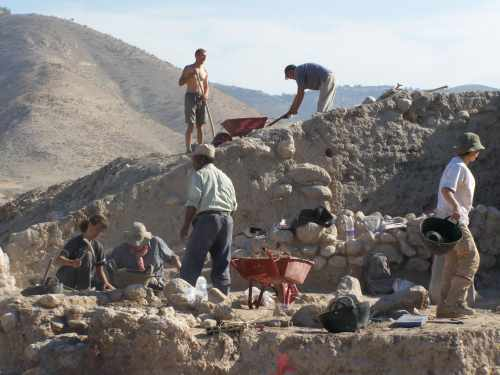
Ausgrabungsarbeiten auf dem Tall Zirāʿa 2006

Die Umbrüche zwischen Bronze- und Eisenzeit zeigen sich im Stratum 5. Bevor in dem westjordanischen Bergland israelitische Stämme sesshaft wurden, fand die spätbronzezeitliche Stadt auf dem Tall Zirāʿa um 1200 v. Chr. ihr Ende. Ob dies durch ein Erdbeben, eine feindliche Eroberung oder eine Feuerkatastrophe geschah, ist nicht zu sagen. Die Erbauer der neuen Siedlung erreichten den kulturellen Stand ihrer Vorgänger nicht mehr. Anstelle einer städtischen Anlage entstand nun ein offenes, nicht mehr durch eine Mauer geschütztes Dorf, bewohnt von Ackerbauern und Viehzüchtern.
Im Zentrum des Grabungsareals I fällt auf, dass die Bewohner der frühen Eisenzeit die Mauerreste der spätbronzezeitlichen Siedlung nutzten. Daraus ist zu schließen, dass zwischen der Zerstörung der Stadt und der Neubesiedlung nicht viele Jahre gelegen haben können. Daher konnten die noch erhaltenen Fundamente der spätbronzezeitlichen Stadtmauer mit neuen Einbauten versehen oder neue Häuser auf den zerfallenen Mauern der kanaanäischen Hausruinen erbaut werden. Im Mittelteil der Ausgrabung dominieren mit flachen Steinen ausgelegte Getreidesilos und verschiedene landwirtschaftliche Vorrichtungen, Stallungen mit Einbauten und einfache Hütten mit dünnen Mäuerchen.
Man könnte von einem agrarischen Arbeits-, Wohn- und Vorratsbereich sprechen. Dieser Befund passt zur traditionellen Forschungsmeinung, dass zu Beginn der Eisenzeit israelitische und judäische Ansiedlungen in den westjordanischen Berglandregionen entstehen.
Im südlichen Abschnitt des Grabungsareals I wird zur gleichen Zeit solide Architektur angetroffen. Dort zeichnet sich ein großes Doppel-Gebäude mit Mauern aus sorgfältig gesetzten Feldsteinen ab. Auch dessen Mauern nutzten die spätbronzezeitlichen Ruinen als Fundament. Der Zugang zum Haus besaß einen gepflasterten Eingangsbereich. Der Türangelstein befand sich noch in Originallage. Der nördliche Teil des Hauses war als Hofhaus konzipiert und verdeutlicht so architektonisch die noch sehr enge Verbindung zur Bauweise der späten Bronzezeit.
Im Hofbereich fand sich im Zentrum ein großes Wassergefäß, in einer Ecke ein Brotbackofen und ein Mahlstein. Zu dem Haus gehörte auch ein großer Ofen, der mit mehreren Schichten aus Lehm, Kalk und großen Keramikscherben aufgebaut war. Ein Silo (für Getreide?), aus Lehmziegeln erbaut und mit einem Fassungsvermögen von etwa 10 m3, vervollständigte die Einrichtung. Besondere Keramikfunde aus diesem Bereich waren ein fast vollständiger Kernos und ein Götterhaus für den privaten Kult.
Im Norden des Areals I wurde ein weiteres großes Haus gefunden. Sein Grundriss entspricht weitgehend einem eisenzeitlichen Vierraumhaus. Im Ganzen weisen die Befunde im Stratum 5 auf eine rasche Wiederbesiedlung des Talls in der frühen Eisenzeit, nach der Zerstörung der spätbronzezeitlichen Stadt, hin. Die Ausgräber vermuten, dass „es sich dabei um die autochthone Bevölkerung handelte“.

### Eisenzeit II (1000–700 v. Chr.)

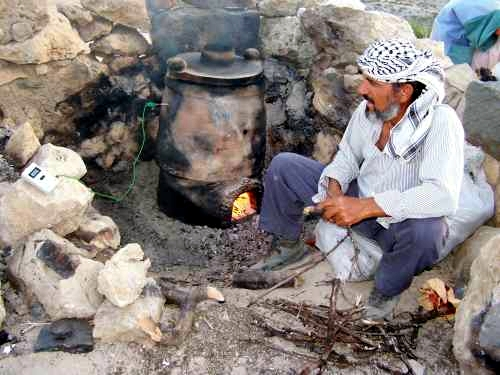
Experimentelle Archäologie am Tall Zirāʿa 2006

Als sich während der klassisch alttestamentlichen Zeit weiter südlich die territorialen Königtümer Ammon, Moab und (etwas später) Edom herausbildeten, gehörte das Gebiet um den Tall Zirāʿa zum Einflussbereich des von Samaria aus regierten Reiches Israel. Während dieser Zeit – der Eisenzeit IIA/B – haben die israelitischen Könige nach Aussage der Bibel (1 Kön 4,13 ) „sechzig große Städte, ummauert und mit eisernen Riegeln“ in Gilead beherrscht. Gilead heißt im Alten Testament und in neuassyrischen Texten das Ostjordanland nördlich des Jabbok (vgl. auch Num 32,39–42 ; Dtn 3,13–15 ; Jos 13,29–31 ; Ri 10,3–5 ; 1 Chr 2,21–23 ).
Viele Gebäude in diesem Stratum weisen zwei Bauphasen auf. Daher wird vermutet, dass Teile der Stadt gegen Ende des 10. Jahrhunderts v. Chr. durch Erdbeben, Brand oder einen feindlichen Angriff zerstört wurden. Falls es sich dabei um ein kriegerisches Ereignis handelte, würde das zeitlich mit den in den alttestamentlichen Königsbüchern und auf der Tel-Dan-Stele dokumentierten, israelitisch-aramäischen Kämpfen übereinstimmen. Beweise für diese These fehlen bislang. Beim Wiederaufbau der Siedlung wurden einige Umbauten innerhalb der Hauseinheiten vorgenommen. Somit lässt sich die eisenzeitliche Siedlung in zwei Phasen (Stratum 4a/4b) gliedern.
Für beide Strata der Eisenzeit II sind im Areal I vier bis fünf Häuser sowie ein wahrscheinlich öffentlich genutzter Bereich nachgewiesen. Doppelte Fundamentmauern belegen die Grenzen der direkt aneinander gebauten Häuser. Zum Abhang hin bildeten die Hausmauern gleichzeitig die Stadtmauer oder mündeten in diese ein. Die dichte Bebauung weist auf Bevölkerungswachstum hin und zeigt im Gegensatz zur Eisenzeit I wieder städtischen Charakter, ohne die massive Bauweise der Spätbronzezeit zu erreichen.
In den Häusern waren verschiedene handwerkliche Tätigkeiten ausgeübt worden. Ein Raum enthielt beispielsweise vier Brotbacköfen, die gleichzeitig betrieben werden konnten. Dass Metall verarbeitet wurde, zeigt ein noch gefülltes Schmelzgefäß auf einer steingepflasterten Feuerstelle. Weitere dickwandige „Industriegefäße“ und Funde von Rohglas weisen auch auf Glasherstellung, oder zumindest -verarbeitung hin. Im Norden des Areals I wurden auf einer Fläche ohne typische Bebauungsstrukturen über zwölf einfache Brotbacköfen und zwei große Öfen mit mehrschichtiger, gut isolierender Wandung ausgegraben. In einem der beiden fand sich ein Keramiktopf mit mehreren Henkeln. Ob diese Öfen zu handwerklichen Arbeiten oder zum Kochen benutzt wurden, ist noch nicht geklärt.
In einem Hausbereich standen drei Säulenbasen aus massiven Feldsteinen in Reihe und vor ihnen exakt auf die Reihe ausgerichtet, eine Mazzebe in situ. Der Kultstein war somit in das Alltagsleben einbezogen. Weitere Bezüge zum religiös-kultischen Leben stellen einige Kleinfunde dar: eine Bronzefigurine in Form eines sitzenden Gottes (El-Typ) mit Gold- und Silberauflagen, das Oberteil einer weiblichen Terrakotta-Figurine mit Hathor-Frisur und ein Siegelabdruck mit einem Gott vom Baal-Typ (siehe Einzelfunde).
Nach der Eroberung der Region durch die Aramäer (im 9. Jahrhundert v. Chr.) und insbesondere nach der flächendeckenden Eroberung durch die Assyrer (im 8. Jahrhundert v. Chr.) wurde das gesamte Gebiet nur noch von dörflichen Siedlungen geprägt. Aus der Perserzeit wurden in Areal I einige Keramikscherben gefunden, aber keine Architektur.

### Hellenistische, römische und byzantinische Epochen
In hellenistischer Zeit änderte sich das Siedlungsbild noch einmal vollständig. Das Wadi el-ʿArab mit seinen Siedlungen wurde zum Umland der hellenistischen Gründung Gadara, die in römischer Zeit dem Zehnstädtebund (Dekapolis) angehörte und zu großer Blüte kam. Selbst die römische Straßenführung richtete sich gegen die topografischen Gegebenheiten zum neuen Zentrum des Großraums – nach Gadara – aus.
Auf dem Tall entstand eine hellenistische Ansiedlung, später eine dicht bebaute römisch-byzantinische Siedlung – die sogar ummauert war. Die römisch-byzantinische Siedlung ging bruchlos in die omayyadische Zeit über.
Im Areal I hinterließ die hellenistische Phase typische Keramikscherben, zahlreiche Abfallgruben und im Norden des Areals mehrere sorgfältig gemauerte Vorratssilos. Das Zentrum der Siedlungsfläche in hellenistischer und römischer Zeit liegt im Areal II.
In (spätrömisch-)byzantinischer Zeit ist der Tall Zirāʿa wieder als Stadt anzusehen. Im Areal I wurde eine einschichtige geschlossenen Bebauung freigelegt. Im Areal II zeigten sich mehrere Bau- und Umbauphasen. Zahlreiche Münzfunde geben dort gute Anhaltspunkte zur Datierung (post quem). Im Areal III ist aus der byzantinischen Zeit ein großer Hof mit Zisterne und umgebenden Räumen gefunden worden.

### Islamische Zeit
Das Hofhaus in Areal III hat in umayyadischer Zeit mehrere Umbauten erfahren. Auch im Areal II wurden in der umayyadischen Phase byzantinische Gebäude nachgenutzt und den Bedürfnissen der Bewohner angepasst. Im Süden von Areal I wurde originäre umayyadische Architektur freigelegt. Eine verstreute Besiedlung des Tall in dieser Zeit ist damit belegt.
Keramik aus der Zeit der Mamluken wurde in mehreren Gruben im Areal II gefunden, jedoch keine Architekturreste dieser Zeit. Da beim Survey im Bereich der Quelle eine Häufung spätislamischer Keramik festgestellt wurde, wird dort mit Siedlungsresten gerechnet.
Die Blüte der Stadt Gadara, die nach der Schlacht am Jarmuk im Jahr 636 unter arabischen Einfluss gekommen war, endete durch ein verheerendes Erdbeben im 8. Jahrhundert n. Chr. Hinzu kamen die grundlegenden politischen Veränderungen in frühislamischer Zeit. Das Wadi el-ʿArab gewann aufgrund seiner ausgezeichneten Bedingungen für die Landwirtschaft nun wiederum stärker an Bedeutung, doch blieb diese regional begrenzt. Im Auf und Ab des islamischen Mittelalters und der osmanischen Zeit blieb der Tall Zirāʿa eine dörfliche Siedlungsstätte.

## Ausgewählte Einzelfunde

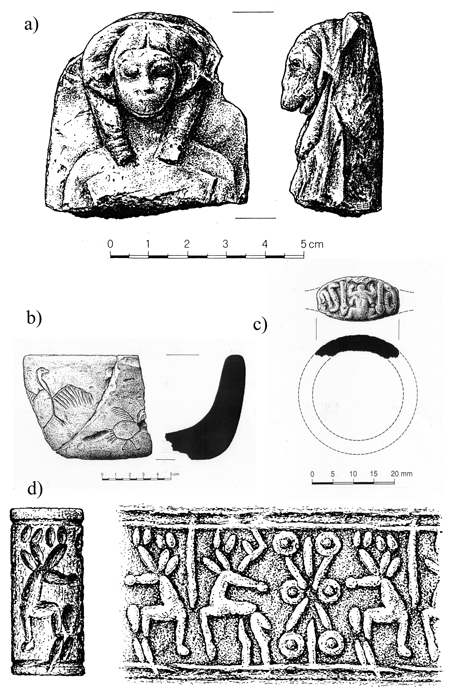
Funde vom Tall Zirāʿa aus dem Jahr 2007

In einem Haus der späten Bronzezeit entdeckten die Ausgräber eine ungewöhnlich dichte Fundansammlung. Auf einer Fläche von etwas mehr als zwei Quadratmetern wurden 23 Rollsiegel und Dutzende Glasperlen geborgen, dazu ein Skarabäus und ein ovaler 3,4 cm × 5,8 cm großer Silberanhänger mit dem Reliefbild einer Frau. An dieser Fundhäufung lässt sich die besondere Bedeutung des Hauses und der Reichtum der bronzezeitlichen Stadt ablesen.
Ein weiterer wichtiger Fund aus dem gleichen Stratum ist ein bemalter, zweihenkeliger Krug, der aus über 200 Scherben restauriert werden konnte. Zwischen ornamental angeordneten Sandvipern sind auf ihm Tierszenen dargestellt. Dabei sitzt ein Mensch auf einem vierbeinigen Hocker und spielt eine Art Lyra. Die Darstellung erinnert an den griechischen Orpheusmythos, sie kann jedoch für das 14. Jh. v. Chr. nicht gedeutet werden. Vergleichbare Abbildungen sind aus dieser Zeit nicht bekannt.
In einem Wohnhaus der Eisenzeit II wurde ein 5 cm × 5 cm großes Bruchstück einer Terrakotta-Statuette ausgegraben, das in der Aufsicht den Schulter- und Kopfbereich einer Frauenfigur zeigt. Sie stellt die Fruchtbarkeitsgöttin Astarte oder Aschera dar, mit der Haartracht der ägyptischen Göttin Hathor. In der seitlichen Ansicht lässt sich der Kopf einer Löwin erkennen und somit ist auch die ägyptische Göttin Sachmet in der Figur dargestellt. Die Statuette muss daher eine mächtige Taschengottheit gewesen sein.
Darstellungen männlicher Gottheiten wurden im Stratum der Eisenzeit II ebenfalls entdeckt. Als Bauopfer am Fuß einer Hausmauer abgelegt, fand sich eine kleine Bronzefigur mit Goldauflage, die den sitzenden Gott El mit Segensgeste darstellt. Nicht weit davon lag ein Lehmabdruck eines Siegels mit dem Wettergott Ba’al oder Hadad – stehend auf einem Stier. Auf der Rückseite des Abdruckes sind noch die Spuren der Verschnürung zu erkennen, die mit dem Zeichen des Gottes besiegelt war.

## Visualisierung und pädagogische Aufbereitung

### Virtuelle Rekonstruktion
Eine archäologische Grabung, insbesondere auf einem vielschichtigen Hügel wie dem Tall Zirāʿa, ist immer mit einer Zerstörung von Befunden verbunden. Die wissenschaftlichen Veröffentlichungen enthalten zwar zahlreiche Zeichnungen und Fotos, aber es braucht die konstruktive Fantasie der Fachleute, um daraus das Bild einer antiken Stadt wieder entstehen zu lassen. In Zusammenarbeit von Architekten und Archäologen wurde am Beispiel der spätbronzezeitlichen Stadt eine virtuelle, dreidimensionale Rekonstruktion erstellt. Im weiteren Fortschritt der Ausgrabung soll sie jeweils an die neuen Befunde angepasst werden.

### Kinderbuch
Der Tall Zirāʿa stand auch Pate für das Kinderbuch Das Geheimnis des Tells, geschrieben von Grabungsleiter Vieweger und einer Studentin in Zusammenarbeit mit einer sechsten Schulklasse. Zwei Kinder aus Köln besuchen darin die Ausgrabungsstätte ihres Großvaters im Orient, die nicht zufällig dem Tall Zirāʿa sehr ähnlich sieht. Anhand eines freigelegten eisenzeitlichen Vierraumhauses und weiterer typischer Architektur dieser Epoche gibt das Buch eine Einführung in das Leben während der israelischen Königszeit (Eisenzeit II). Detailreiche Illustrationen veranschaulichen dies unter anderem mit Rekonstruktionen von Befunden anderer Talls westlich des Jordan.